# Karl Adam (sportowiec)
Karl Adam (ur. 2 maja 1912, zm. 18 czerwca 1976) – niemiecki sportowiec, lekkoatleta i bokser, a przede wszystkim trener i teoretyk wioślarstwa, założyciel klubu wioślarskiego w Ratzeburgu.
Autor wielu prac teoretycznych na temat wioślarstwa. W teorii, a także w praktyce trenerskiej, wykorzystywał bogatą wiedzę z takich dziedzin jak matematyka i fizyka.
Zawodnicy szkoleni przez niego zdobyli wiele tytułów na mistrzostwach Europy oraz igrzyskach olimpijskich.
6 maja 2008 roku jego nazwisko umieszczono w Hall of Fame des deutschen Sports wśród nazwisk innych ludzi sportu zasłużonych dla Niemiec.